# Per Kleppe
Per Andreas Hildte Kleppe (Oslo, 13 aprile 1923 – 10 marzo 2021) è stato un economista e politico norvegese, esponente del Partito Laburista Norvegese.
Dal 1951 al 1955 fece parte del consiglio cittadino di Oslo e fu eletto deputato al Parlamento norvegese nel periodo 1954-1957. Ricoprì l'incarico di Segretario di Stato del Ministero delle Finanze dal 1957 al 1962. Fu ministro due volte: nel 1971-1972 come Ministro del Commercio e dei Trasporti del primo governo Bratteli e poi, dal 1973 al 1979, come Ministro delle Finanze nel secondo governo Bratteli e nel governo Nordli. Nel 1981 fu nominato Segretario Generale dell'Efta, carica che mantenne fino al 1988.